# نجدالدوح (حزم العدين)

تعديل مصدري - تعديل

نجدالدوح محلة تابعة لقرية الحمراء، التابعة لعزلة بني وائل بمديرية حزم العدين إحدى مديريات محافظة إب في الجمهورية اليمنية، بلغ تعداد سكانها 25 حسب تعداد اليمن لعام 2004.